# Гвинт: Відьмацька карткова гра
«Гвинт: Відьмацька карткова гра» (пол. Gwint: Wiedźmińska gra karciana, англ. Gwent: The Witcher Card Game) — free-to-play колекційна карткова відеогра для Microsoft Windows, PlayStation 4, Xbox One, Android і IOS розроблена компанією CD Projekt RED. Гвинт є похідною однойменної карткової гри, яка фігурує в романі Анджея Сапковського «Хрещення вогнем» з циклу «Відьмак», і мінігри з рольової відеогри «Відьмак 3: Дикий гін».
Гра була анонсована в червні 2016 року на конференції Microsoft в рамках міжнародної виставки E3. Реліз гри для Microsoft Windows відбувся 23 жовтня 2018 року, версії для PlayStation 4 і Xbox One вийшли 4 грудня. Також разом з релізом гри вийшла одноосібна кампанія «Кровна ворожнеча: Відьмак. Історії».

## Ігровий процес

### Основи
Гвинт — це покрокова тактична колекційна карткова гра. Гравці грають один проти одного або проти штучного інтелекту попередньо зібраними колодами однієї з шести фракцій, які охоплюють не менше 25 карт. Кожна фракція має різних «лідерів», кожен з яких володіє індивідуальними здібностями. Фракційний лідер карткою не є: він представлений на ігровому полі в вигляді тривимірної анімованої фігурки.
Гравці ходять по черзі; черговість першого ходу визначається жеребом. Протягом свого ходу гравець може викласти на ігрове поле карту загону або артефакт, віддати накази загонам або лідеру, а також спасувати. Мета гри: комбінуючи наявні карти в потрібній послідовності, посилюючи свої загони та послаблюючи загони суперника, домогтися переваги за очками й перемогти у двох раундах. Якщо гра не завершується за два раунди, додається третій — фінальний. Пас з боку обох гравців — це кінець раунду або матчу. У матчі виграє той гравець, чия сила загонів на ігровому полі до кінця раунду перевищує силу загонів противника.

### Режими
У Гвинті наявні кілька ігрових режимів:
- Рейтингова гра — гравці змагаються за місце в рейтинговій таблиці.
- Звичайна гра — це стандартний режим, який не впливає на положення гравця в рейтинговій таблиці.
- Сезонна гра — варіант стандартного режиму зі зміненими умовами, тематика цих ігор змінюється кожен місяць і збігається з тематикою поточного рейтингового сезону.
- Арена — в цьому платному режимі гравці збирають колоди з випадкових карт, незалежно від їх фракційної приналежності[5].

### Карти
Карти у Гвинті поділяються на персонажів, істот або події з фентезійного всесвіту заснованого на книжковому й ігровому циклі про відьмака Ґеральта з Рівії. Карти відрізняються один від одного на підставі різних властивостей:
- Колір  (золото і бронза) і  рідкісність (звичайна, рідкісна, епічна, легендарна). Дані властивості впливають на силу карти, на кількість споживаної нею провізії і ймовірність отримання її гравцем за результатами матчів.
- Фракційна приналежність. Гравець може становити колоди, які стосуються шести фракцій: «Королівства Півночі», «Нільфґаард», «Скоя'таелі», «Скелліґе», «Монстри» і «Синдикат». Кожна з фракцій має ряд унікальних механік, які безпосередньо впливають на ігровий процес.
- Тип: загони, заклинання, особливі й погодні карти, а також артефакти.[5]